# Misiones

Misiones (Provincia de Misiones) är en provins i nordöstra Argentina, som går in som en kil mellan Paraguay och Brasilien. 
Provinsen, som grundades 1884, har 1,08 miljoner invånare (2008) på 29 801 kvadratkilometer (36 invånare/km²), något större än Småland. Av dessa bor en fjärdedel i huvudstaden Posadas, belägen vid Paranáfloden och 1000 kilometer norr om Buenos Aires. Misiones stora sevärdheter är vattenfallen vid Iguazú, som delas med Brasilien och ruinerna efter jesuitbyarna (därav provinsens namn "Missioner") som grundades i början av 1600-talet. Delar av Misiones täcks av regnskog med ett mycket rikt djur- och växtliv. Iguazú nationalpark ligger i provinsen.
Ur skandinavisk synpunkt är provinsen intressant då staden Oberá, idag med 51 000 invånare och belägen 96 km öster om Posadas, grundades av finländare (många finlandssvenskar)  och svenskar. Svenskarna utvandrade 1889 till södra Brasilien, men sökte senare bättre lycka västerut. Finländarna anlände 1909, efter missnöje med förryskningskampanjer. En andra våg av svenskar anlände 1913. Idag finns den svenskägda skolan Carl Lineaus, kyrkan Olaus Petri och det svenska huset Villa Svea i Oberá. Det bedrivs en viss undervisning i svenska både på skolan och privat. Det finns fortfarande svensktalande i Oberá och Misiones (högst 200 personer).
Skönlitterärt har denna provins odödliggjorts genom att Horacio Quiroga ägnade sina värdefullaste verk åt att skildra det hårda livet i områdets urskog. Alltsedan prins Wilhelm gjorde sina landsmän medvetna om att ”Röda jordens svenskar” bodde där, har detta ännu något svenskspråkiga område emellanåt uppmärksammats av svenska journalister. Även en infödd argentina-svensk författare, Anna Barney, har dokumenterat livet här.

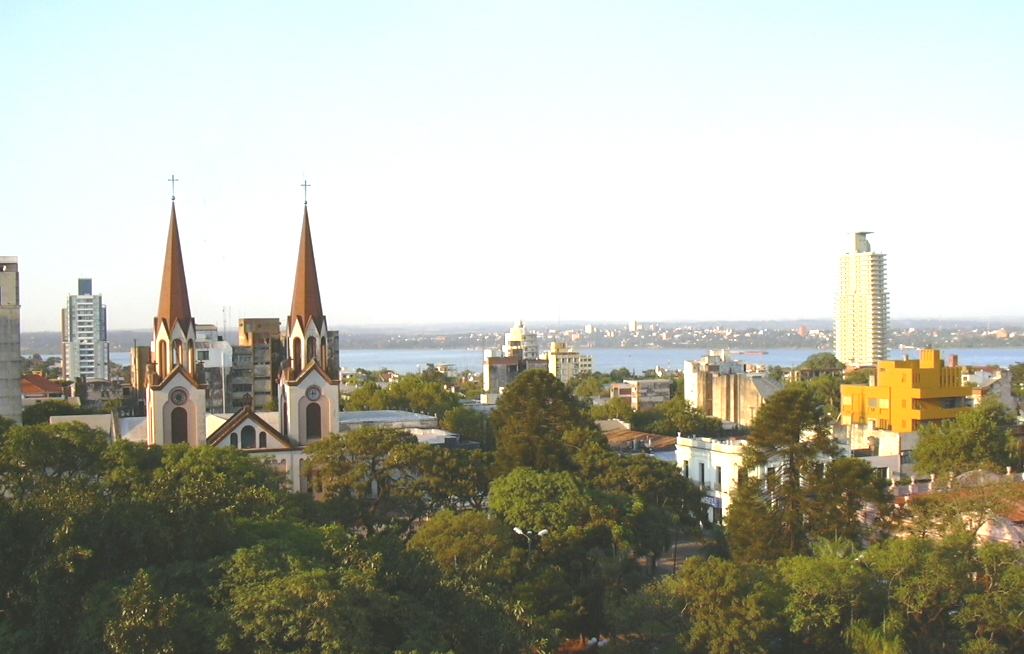
Vy över huvudstaden Posadas.

### Fotnoter
1. ↑  Barney, Anna: Brev till en syster, förord av Martin Rogberg, illustrerad av Elsie-Britt Stenqvist, 2. uppl. Stockholm, Natur och kultur, 1953; Wilhelm, prins av Sverige: Röda jordens svenskar, Stockholm, Norstedt, 1948.